# Alectroenas
Alectroenas é um gênero de aves da família Columbidae.
As seguintes espécies são reconhecidas:
- †Alectroenas nitidissimus (Scopoli, 1786)
- Alectroenas madagascariensis (Linnaeus, 1766)
- Alectroenas sganzini (Bonaparte, 1854)
- Alectroenas pulcherrimus (Scopoli, 1786)